# Давид Барнеа
Дейвид Барнеа е израелски военен. Ръководител на Мосад от юни 2021 г. Носител на наградата за отбрана на Израел.

## Ранен живот и образование
Барнеа е роден в Ашкелон на 29 март 1965 г. Учи във Военния пансион за командири в Тел Авив и постъпва в израелската армия (ЦАХАЛ) през 1983 г. Служи в елитното подразделение на Генералния щаб – Сайерет Маткал. По-късно учи в Съединените щати, където получава бакалавърска степен от New York Institute of Technology и магистърска степен по бизнес администрация (MBA) от Pace University. Работи като бизнес мениджър в инвестиционна банка в Израел.

## Война в Газа
След началото на войната в Газа Барнеа настоява за сделка с Хамас с цел освобождаване на израелските заложници. На 9 ноември 2023 г. той се среща в Доха с директора на ЦРУ – Уилям Дж. Бърнс – и с министър-председателя на Катар – Мохамед бин Абдулрахман ал-Тани.

## Личен живот
Барнеа е женен и има четири деца. Има брат, който е хареди (строго религиозен евреин).